# .40 Lobaev Whisper
.40 Lobaev Whisper (.40LW) — российский дозвуковой винтовочный патрон центрального воспламенения, разработанный компанией Lobaev Arms в 2012 году для семейства тактических бесшумных снайперских винтовок ДВЛ.

## Создание
Патрон .40 Lobaev Whisper создавался на основе финского винтовочного боеприпаса .338 Lapua Magnum, от которого отличается длиной гильзы, уменьшенной на 25 мм, массой пороха и более тяжёлой пулей калибра .408CT. Патрон .40LW рассчитан на ведение скрытной высокоточной снайперской стрельбы на дистанциях до 600 метров и является аналогом линейки западных боеприпасов .375 Whisper и .416 Whisper, созданных на базе гильзы 7 мм Ремингтон BR. Начало работ по созданию нового российского патрона относится к 2009 году, когда в качестве предполагаемого боеприпаса для создаваемого в это время бесшумного тактического комплекса DVL рассматривались различные варианты дозвуковых винтовочных патронов. Однако, в связи с некоторыми трудностями, конструкторами изначально был выбран проект боеприпаса меньшего калибра — .338LW, разработанный на базе гильзы советского автоматного патрона 7,62×39 мм. Патрон калибра .40LW появился в 2012 году. Впоследствии, по возвращении оружейной компании Владислава Лобаева в Россию, коллектив возобновил работы по созданию перспективных дозвуковых боеприпасов на основе финского .338LM с применением российских материалов.

## Технические особенности
Первоначально патроны .40LW опытной серии изготавливались путём переделки экспортных гильз .338 Lapua Magnum, которые укорачивали на 25 мм и заново формовали дульце и плечи, одновременно с калибровкой под 0,408-дюймовую пулю (10,4 мм).
Пороховой заряд опытных патронов состоял из финских порохов VihtaVuori N320, отличающихся высокой стабильностью горения. Серийный патрон, вероятно, имеет несколько иной пороховой состав на основе отечественного сырья.
Пуля .40LW практически идентична той, что используется в американских патронах .408 CheyTac — тяжелая, цельнометаллическая, медно-никелевая, массой 419 гран (27,15 г), имеющая оптимальную баллистику на дозвуковых скоростях на дистанции до 600 м. В ходе испытаний патронов, укомплектованных как зарубежными матчевыми пулями, так и собственными пулями производства Lobaev Ammo, были отмечены схожие параметры баллистики, поэтому для серийного патрона выбрана пуля собственного производства.
Начальная скорость пули на выходе из ствола тактической винтовки ДВЛ-10 составляет 310 м/с, дульная энергия — 1305 Дж. На дистанции 600 м пуля сохраняет скорость на уровне 272 м/с, с энергией 1004 Дж, что гарантирует уверенное пробитие большинства армейских бронежилетов. Техническая кучность при стрельбе из винтовки ДВЛ-10 в пределах 0,5 угловых минуты.

## Сравнение боеприпасов
| Патрон            | Масса пули, г | Скорость пули, м/с | Энергия пули, Дж |
| ----------------- | ------------- | ------------------ | ---------------- |
| 7,62×54 мм R      | 9,6           | 860                | 3550             |
| .338 Lapua Magnum | 16,2—19,4     | 914                | 6621             |
| .408 CheyTac      | 27,2          | 910—1100           | 11 350           |
| 9×39 мм СП-5      | 16,1          | 290                | 677              |
| .338LW            | 16,2—19,4     | 310                | 932              |
| .40LW             | 27,15         | 310                | 1305             |
| .510 Whisper      | 49            | 320                | 2491             |
| 12,7×55 мм СЦ-130 | 48,14—76,08   | 290—315            | 2500-3650        |

## Оружие, использующее патрон
- ДВЛ-10 М1 «Диверсант»